# کونیکو میاکه
کونیکو میاکه (به ژاپنی: 三宅 邦子 Miyake Kuniko)؛(۱۷ سپتامبر ۱۹۱۶ – ۴ نوامبر ۱۹۹۲) هنرپیشه اهل ژاپن بود. او در بیش از ۱۸۰ فیلم در ۱۹۳۴ تا ۱۹۹۱ ظاهر شد.
از فیلم‌هایی که وی در آن نقش داشته‌است، می‌توان به داستان توکیو، صبح بخیر، اواخر بهار، اوایل بهار، طعم چای سبز روی برنج، بعدازظهر پاییزی، گونزای نیزه‌دار، اوایل تابستان، آخر پاییز و شعله عشق من اشاره کرد.